# Богденешть (Томшань, Вилча)
Богденешть, Богденешті (рум. Bogdănești) — село у повіті Вилча в Румунії. Входить до складу комуни Томшань.
Село розташоване на відстані 180 км на північний захід від Бухареста, 26 км на захід від Римніку-Вилчі, 92 км на північ від Крайови, 135 км на південний захід від Брашова.

## Населення
За даними перепису населення 2002 року у селі проживали 783 особи, усі — румуни. Усі жителі села рідною мовою назвали румунську.